# Tasmánci

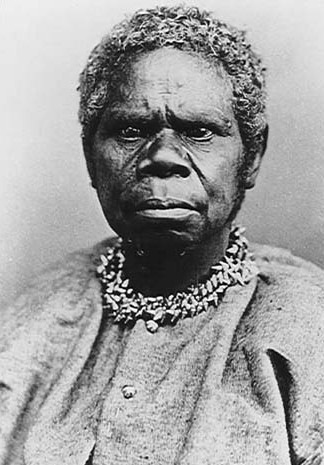
Truganini v roce 1866

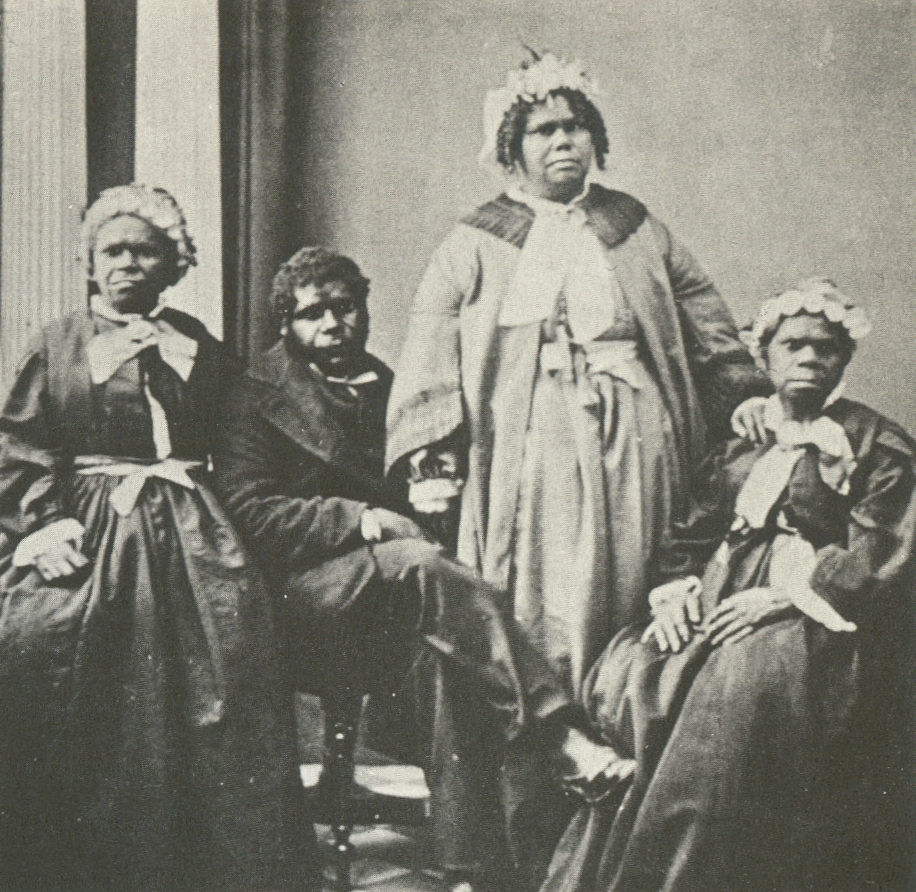
Poslední čtyři čistokrevní Tasmánci v 60. letech 19. století (Truganini úplně vpravo)

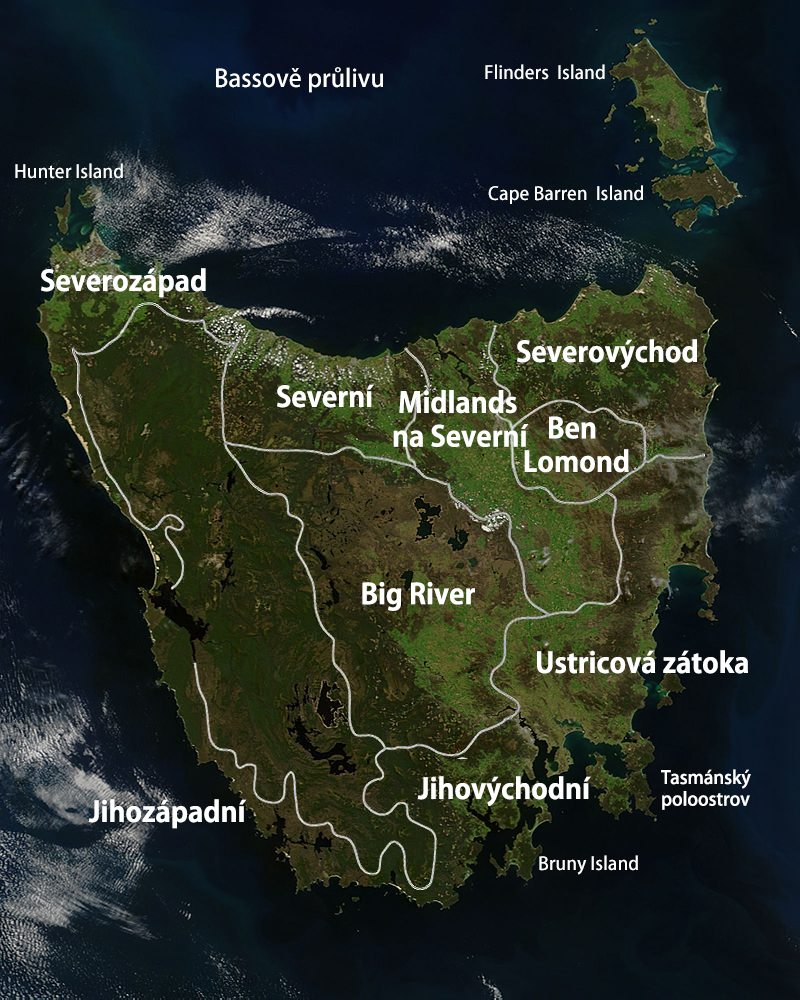
Mapa tasmánských kmenů

Tasmánci (někdy také zvaní tasmánští aboriginové či tasmánští domorodci, anglicky Tasmanian Aborigines, tasmánsky Parlevar, Palawa) byli původní domorodí obyvatelé ostrova Tasmánie, ležícího u břehů Austrálie. Byli to potomci paleolitických obyvatel Austrálie; posledních asi 8 000 let žili téměř izolováni od ostatního světa. Způsob jejich života se skládal z kočovného lovu a sběru. Disponovali jednoduchou materiální kulturou; o duchovní kultuře není nic známo. Během 19. století Tasmánci oficiálně vymřeli. Ovšem nyní se k nim hlásí přibližně 25 tisíc obyvatel.

## Vymření
Před britskou kolonizací v roce 1803 obývalo ostrov 3000 – 15000 Tasmánců. Zavlečené nemoci původní obyvatele zdecimovaly. Od příchodu bílých osadníků se stupňovalo napětí, které vyvrcholilo tzv. Černou válkou v letech 1828-1832, přesný počet domorodců, zabitých v tomto konfliktu není znám, měl však charakter genocidy. Po skončení konfliktu byli přeživší Tasmánci dobrovolně přesídleni na Flindersův ostrov, kde následkem zavlečených onemocnění a nízké míry porodnosti postupně vymírali. Posledních 47 přeživších Tasmánců bylo přesídleno do Oyster Cove na hlavním ostrově, zatímco jejich děti byly poslány do sirotčince v Hobartu. Poslední čistokrevná Tasmánka Truganini zemřela v roce 1876 a poslední žena, ovládající domorodý tasmánský jazyk roku 1905, několik tisíc dnešních obyvatel Tasmánie je však jejich potomky, což je důsledkem vztahů tasmánských žen a evropských osadníků.
Tasmánské domorodé jazyky nebyly spřízněny s domorodými jazyky Austrálie, měly však vztah k jazykům papuánským a andamanským, společně s nimi patřily k indo-pacifické jazykové makrorodině.

## Zajímavost
Tasmánci nelovili ryby a Evropany jedící ryby pozorovali s neskrývaným odporem, podobně jako by většina Evropanů reagovala, kdyby někoho viděla jíst červy. Celá věc je o to zajímavější, že Tasmánci původně šupinaté ryby znali a jedli, jak dokazují archeologické nálezy. Ze záhadných důvodů z jejich jídelníčku zmizely až před asi 3500 lety.

## Tasmánské kmeny do roku 1803
- Lairmairrien (Big River)
- Nuenonnien (JV)
- Tougui (Pobřeží na SZ)
- Tommeginner (S)
- Tyerremotepanner (Midlands na S)
- Plangermairiener (Ben Lomond)
- Pyemmairiener (SV)
- Pirappien (SZ)
- Paredarermien (Oyster Bay)